# Aeroportul Iconi
Aeroportul Iconi (IATA: YVA, ICAO: FMCN) este un aeroport din Grande Comore⁠(d), Comore ce deservește zona Moroni.
Situat la o altitudine de 10 m, aeroportul dispune de o singură pistă.